# 笹川站
笹川站（日语：／ Sasagawa eki */?）是位於千葉縣香取郡東庄町，屬於東日本旅客鐵道（JR東日本）的成田線車站。

## 歷史

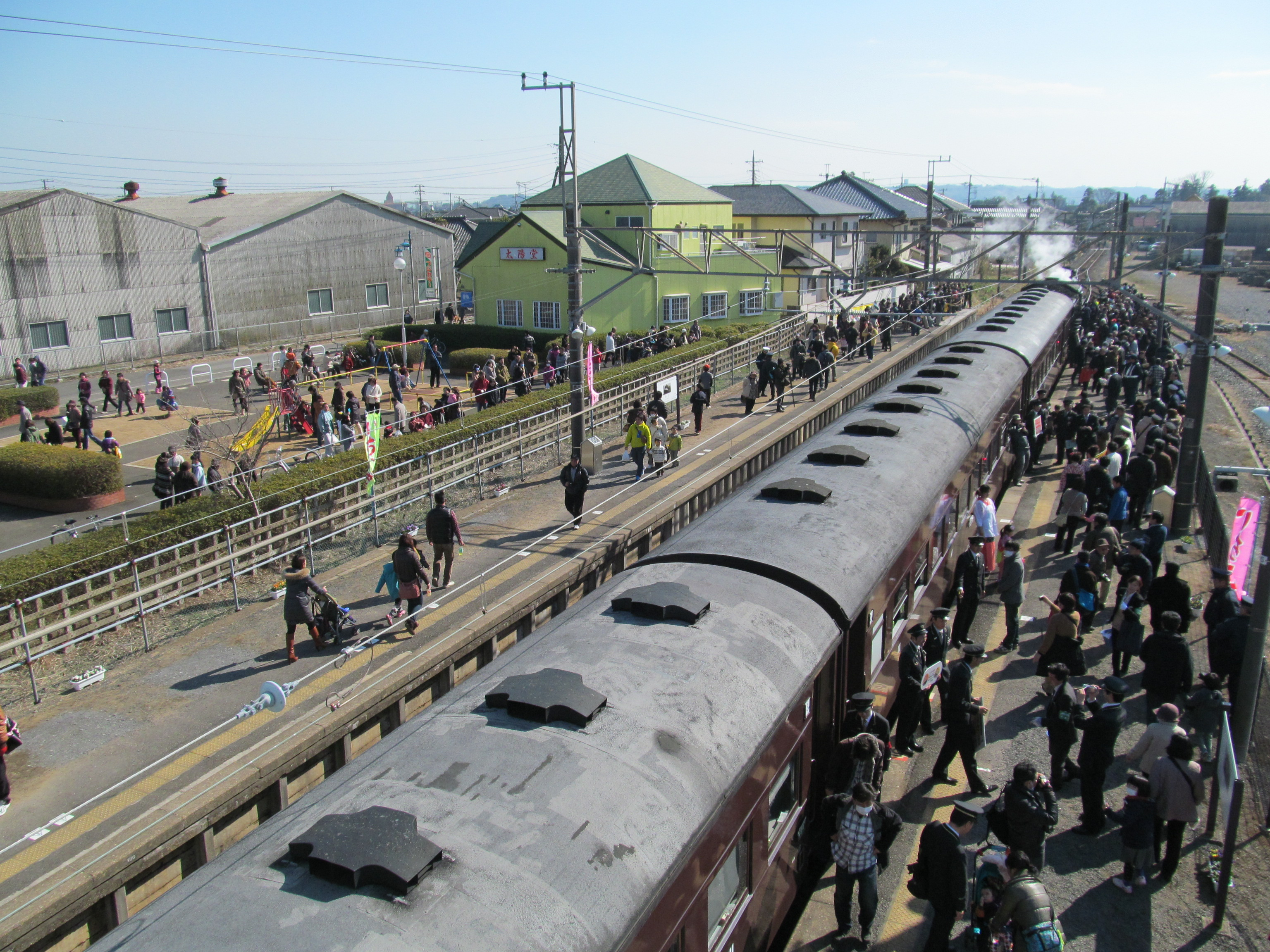
停靠中的DL一起來佐原號（2013年2月）

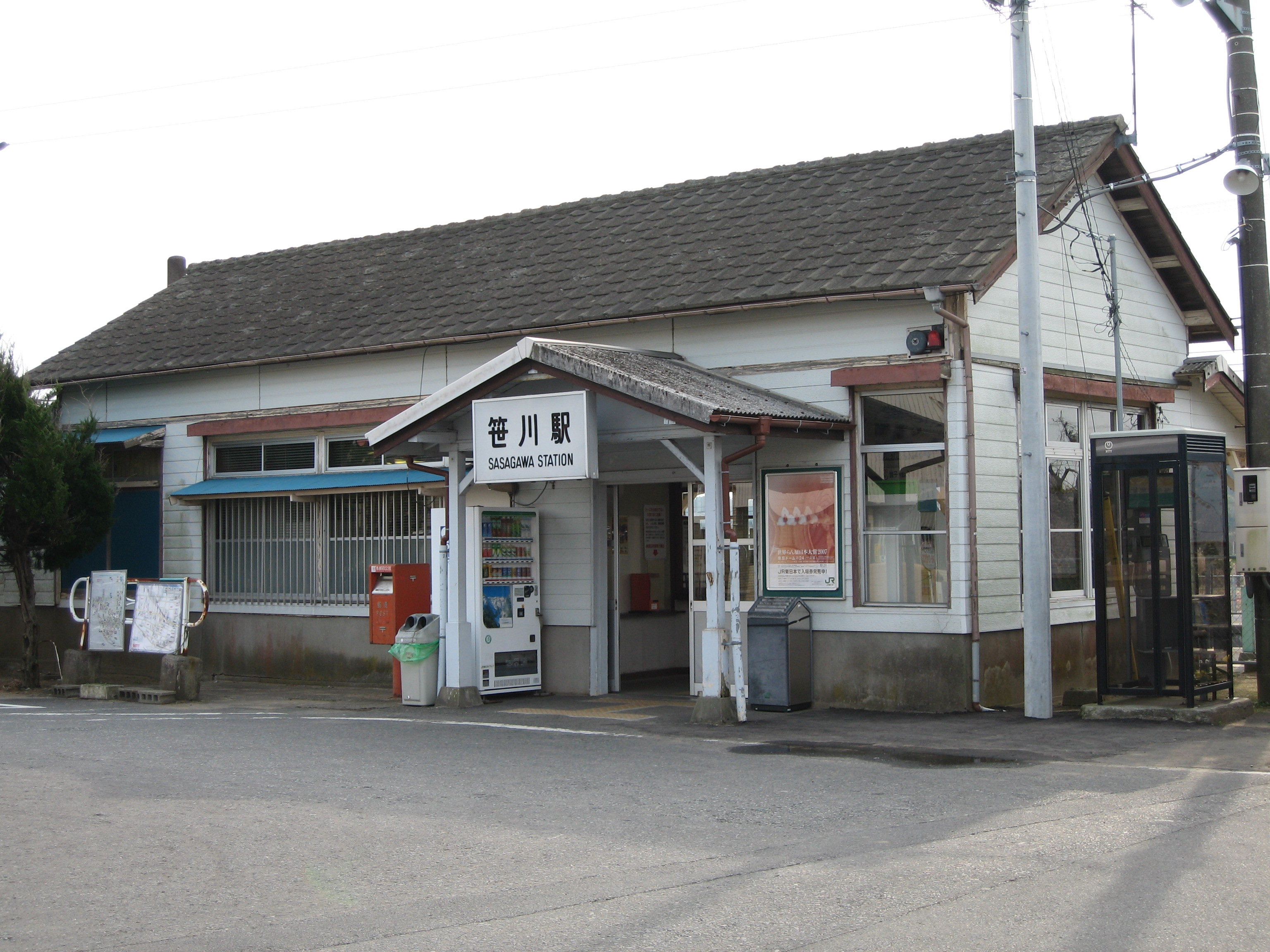
翻新前的站房（2007年1月）

此站的暫停名稱為「下總笹川」。隨著笹川站準備啟用，東北本線和水郡線的笹川站在1931年（昭和6年）10月30日改名為安積永盛。
- 1931年（昭和6年）11月10日：國有鐵道佐原站至此站之間開通，此站啟用[1]。為旅客和貨物車站。
- 1933年（昭和8年）3月11日：成田線此站至松岸站之間開通[1]。
- 1971年（昭和46年）10月1日：結束貨物起卸業務。
- 1987年（昭和62年）4月1日：伴隨國鐵分割民營化，車站由東日本旅客鐵道（JR東日本）營運[1]。
- 2009年（平成21年）3月14日：此站開始可以使用IC卡「Suica」[2]。成為東京近郊區間範圍內[2]。
- 2021年（令和3年）4月1日：當日起成為整日無人車站（預定）[3]。

## 車站構造

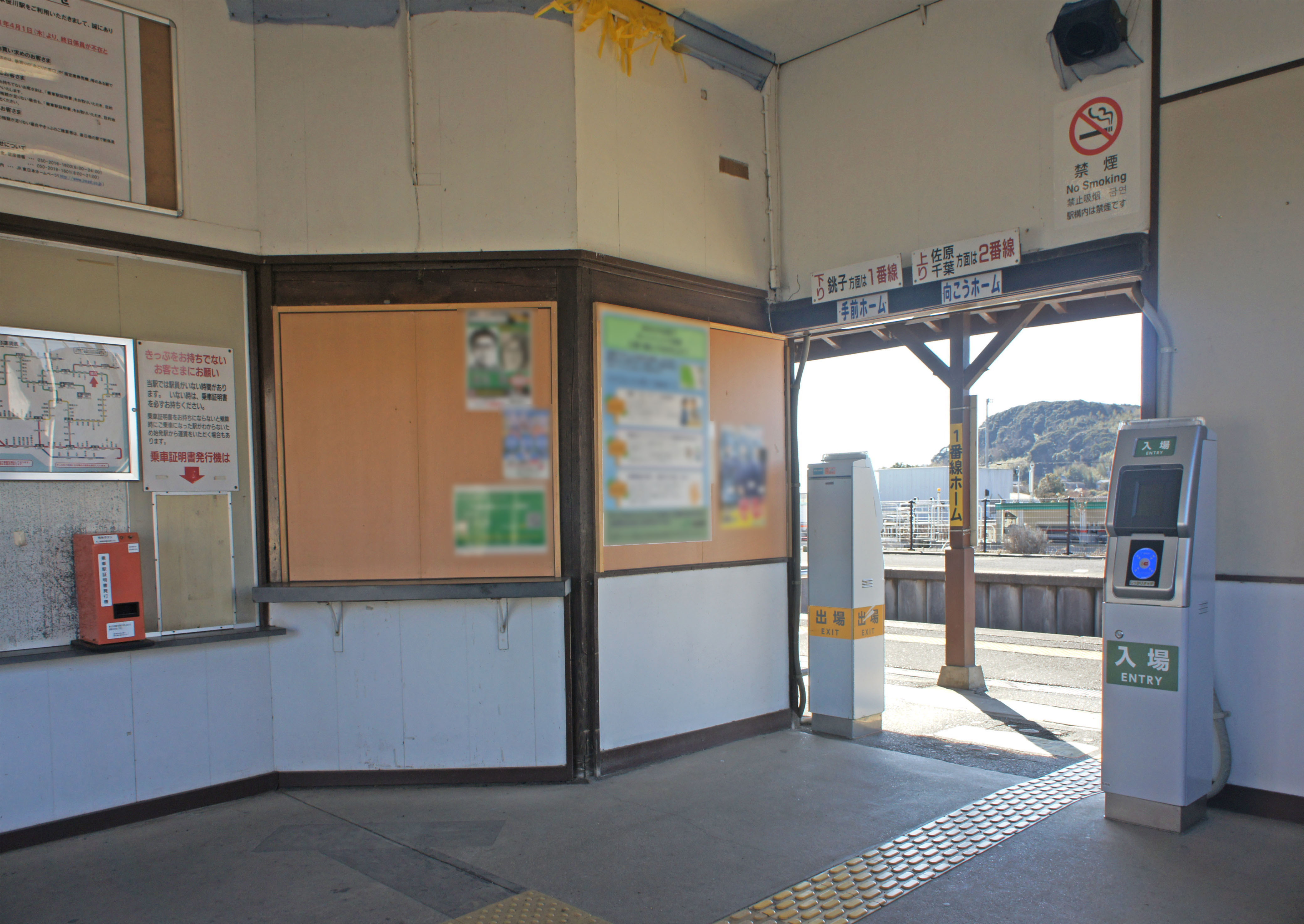
驗票口（2022年2月）
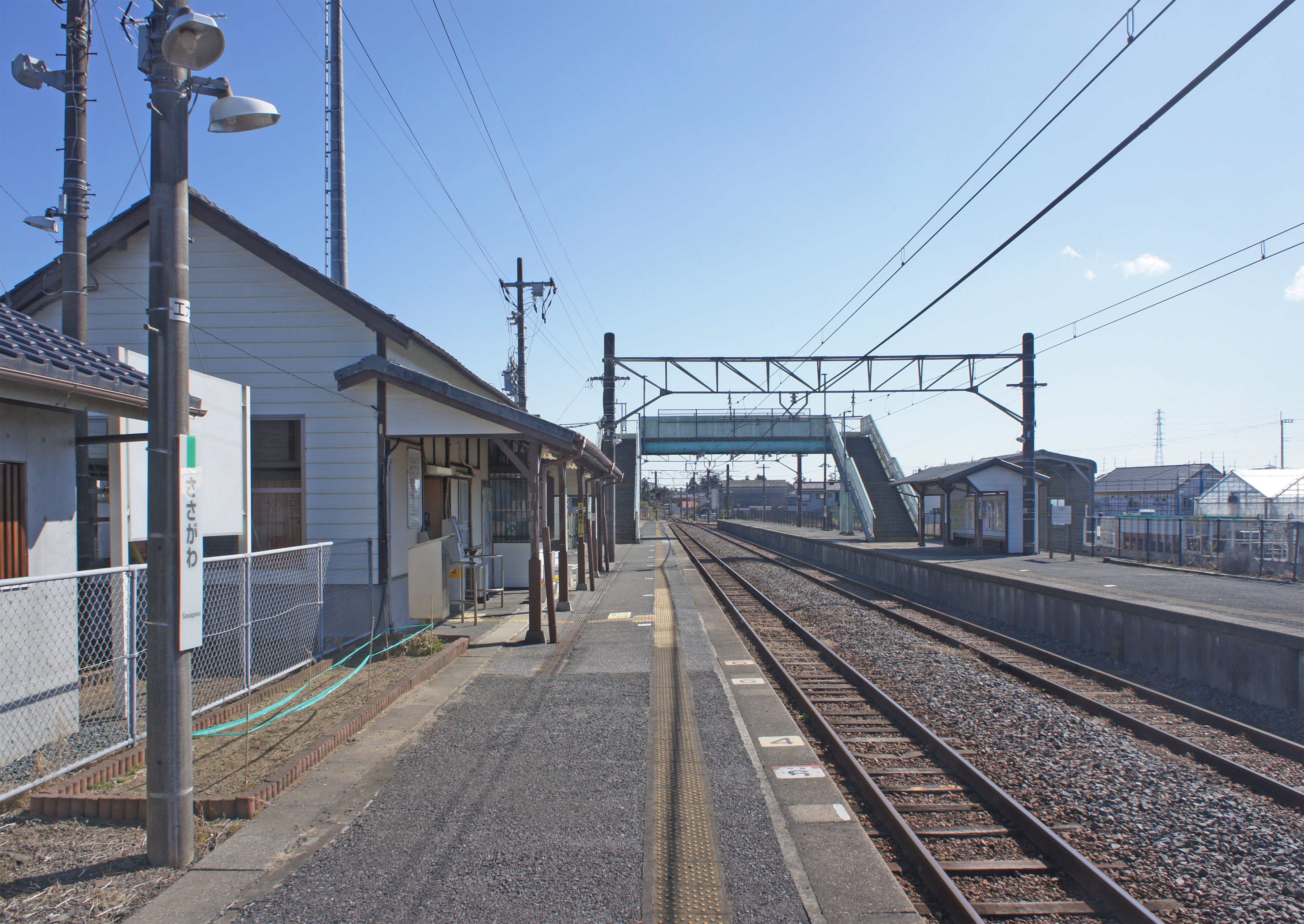
月台（2022年2月）

此站是地面車站，設有2面2線的相對式月台，但月台沒有提升高度。兩月台之間透過跨線橋連接。
此站是由佐原站管理的業務委託車站，並委托JR東日本車站服務負責車站業務。站內設有自動售票機、乘車站證明票發行機（在沒有車站職員當值時使用）、簡易Suica閘機。驗票口外則設有廁所（男女分開的濕廁），且與下總橘站一樣設有多功能廁所和化糞池。此站的站前廣場設有停車場和單車停泊處。停車場不可以用作恆常停泊的用途。

### 月台
| 月台 | 路線    | 上下行 | 方向           |
| ---- | ------- | ------ | -------------- |
| 1    | ■成田線 | 下行   | 銚子方向       |
| 2    | ■成田線 | 上行   | 佐原、千葉方向 |

參考
- 在車站啟用當初，於車站東南方設有入正醬油工場的引込線。該引込線在1931年（昭和6年）11月成田線笹川站開通起開始使用。引込線全長約710米。在路線上運送醬油離開工場，運送醬油原料大豆、鹽和鍋爐的燃料煤礦。該線在1959年（昭和34年）前還在使用。
- 月台可容納8卡車廂。

## 使用狀況
在2019年（令和元年）度1日平均乘車人次為318人，以下為乘車人次變化列表：
| 乘車人次變化       | 乘車人次變化     | 乘車人次變化 |
| 年度               | 1日平均 乘車人次 | 參考資料     |
| ------------------ | ---------------- | ------------ |
| 1990年（平成02年） | 735              | [ * 1 ]      |
| 1991年（平成03年） | 764              | [ * 2 ]      |
| 1992年（平成04年） | 755              | [ * 3 ]      |
| 1993年（平成05年） | 710              | [ * 4 ]      |
| 1994年（平成06年） | 677              | [ * 5 ]      |
| 1995年（平成07年） | 644              | [ * 6 ]      |
| 1996年（平成08年） | 610              | [ * 7 ]      |
| 1997年（平成09年） | 543              | [ * 8 ]      |
| 1998年（平成10年） | 546              | [ * 9 ]      |
| 1999年（平成11年） | 532              | [ * 10 ]     |
| 2000年（平成12年） | 529              | [ * 11 ]     |
| 2001年（平成13年） | 521              | [ * 12 ]     |
| 2002年（平成14年） | 481              | [ * 13 ]     |
| 2003年（平成15年） | 467              | [ * 14 ]     |
| 2004年（平成16年） | 444              | [ * 15 ]     |
| 2005年（平成17年） | 421              | [ * 16 ]     |
| 2006年（平成18年） | 419              | [ * 17 ]     |
| 2007年（平成19年） | 420              | [ * 18 ]     |
| 2008年（平成20年） | 398              | [ * 19 ]     |
| 2009年（平成21年） | 392              | [ * 20 ]     |
| 2010年（平成22年） | 406              | [ * 21 ]     |
| 2011年（平成23年） | 385              | [ * 22 ]     |
| 2012年（平成24年） | 373              | [ * 23 ]     |
| 2013年（平成25年） | 388              | [ * 24 ]     |
| 2014年（平成26年） | 375              | [ * 25 ]     |
| 2015年（平成27年） | 377              | [ * 26 ]     |
| 2016年（平成28年） | 371              | [ * 27 ]     |
| 2017年（平成29年） | 347              | [ * 28 ]     |
| 2018年（平成30年） | 320              | [ * 29 ]     |
| 2019年（令和元年） | 318              |              |

## 車站周邊

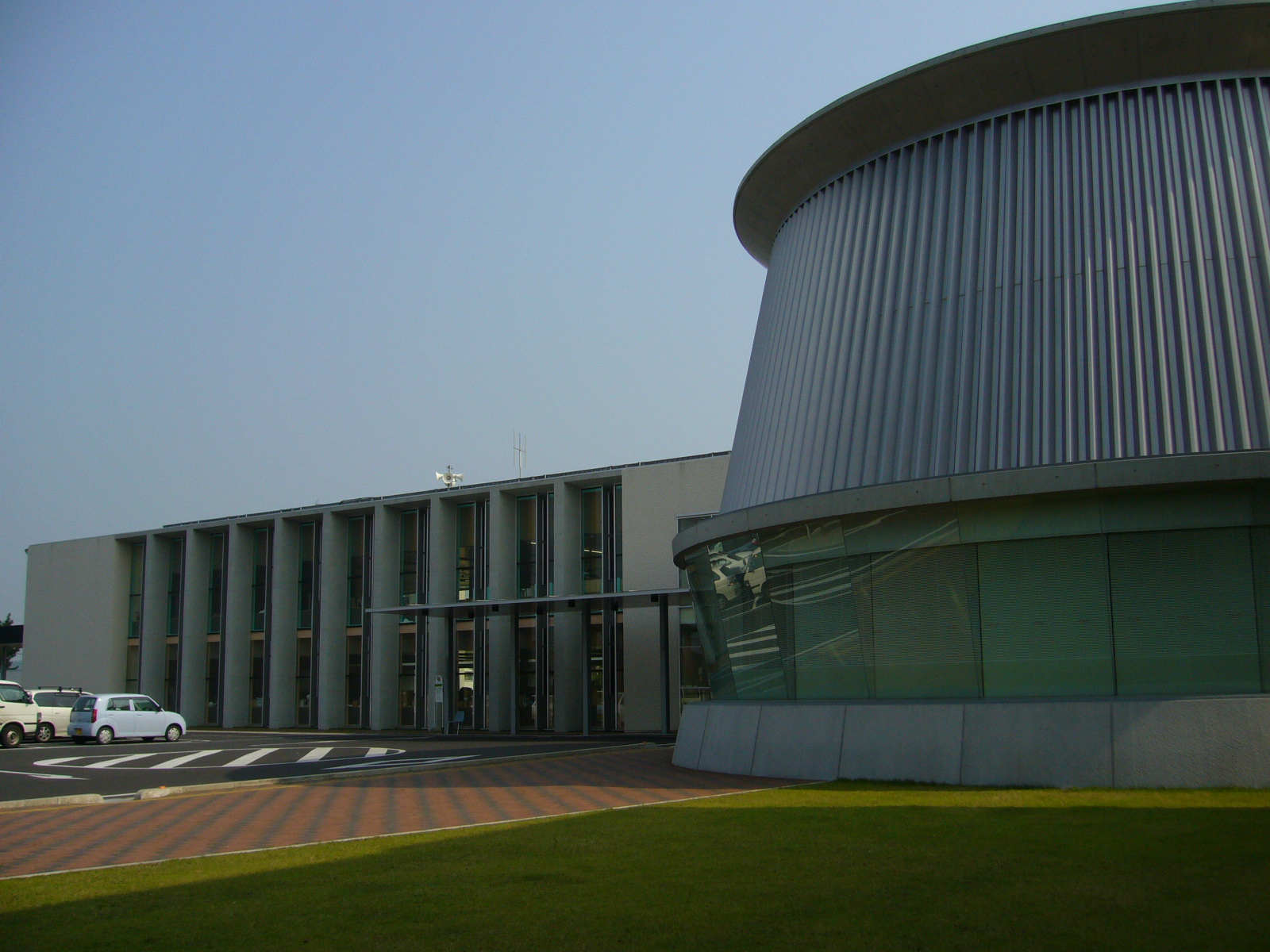
東庄町公所

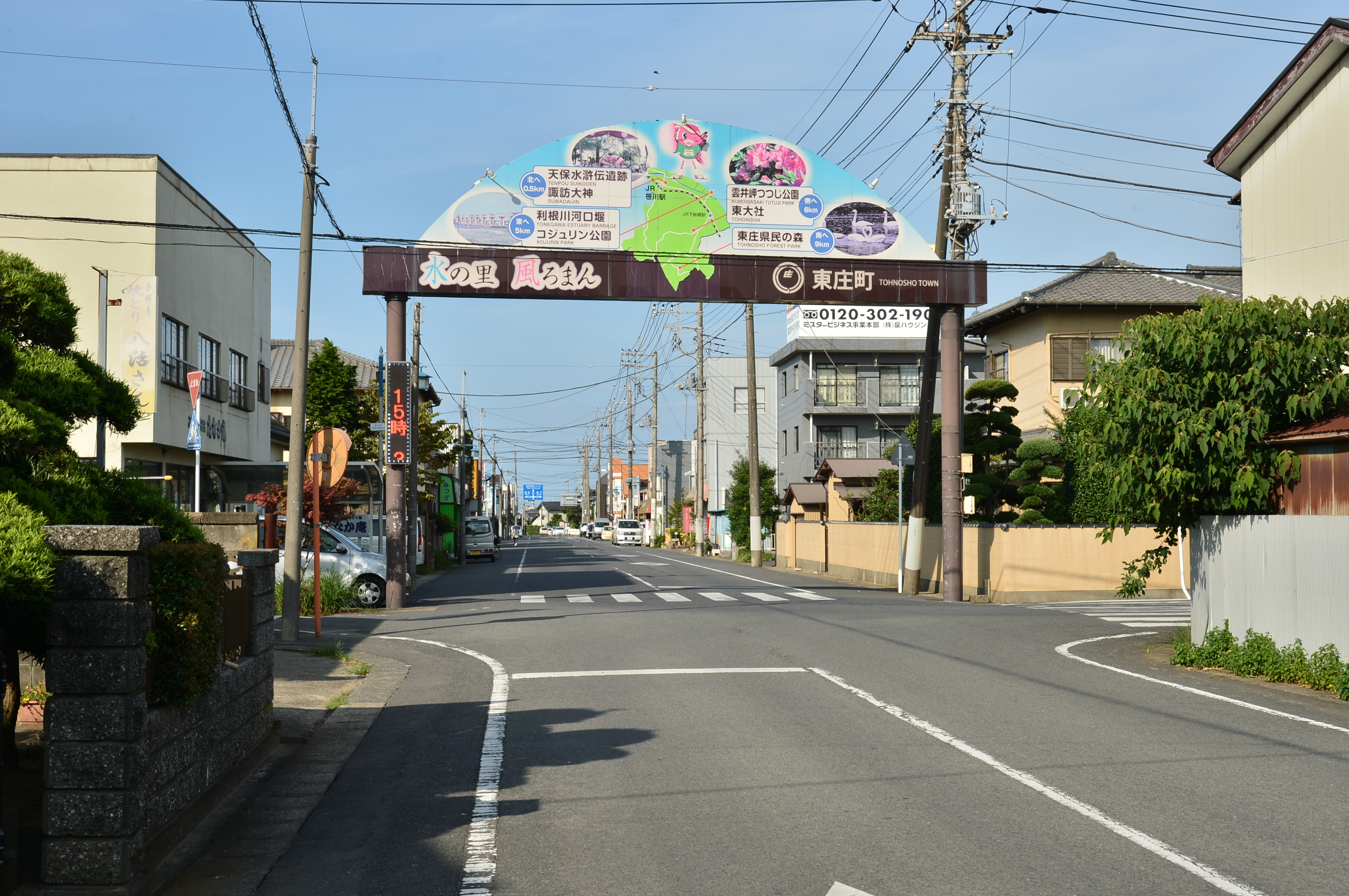
站前的千葉縣道209號笹川停車場線（2017年8月27日）

- 國道356號（日语：国道356号）（利根水鄉線（日语：利根水郷ライン））
- 千葉縣道209號笹川停車場線（日语：千葉県道209号笹川停車場線）
- 東庄町公所
- 香取警署（日语：香取警察署）東庄派出所
- 東庄郵局
- 東庄町立笹川小學
- 千葉銀行笹川分店
- 佐原信用金庫（日语：佐原信用金庫）笹川分店
- JA香取（日语：かとり農業協同組合）東庄分店
- 桁沼川
- 諏訪神社
  - 在每年7月會舉行奉納相撲（諏訪神社秋季大祭）。
  - 天保水滸傳遺品館
- 入正醬油
- 磯山觀光草莓園
- Ocean Field第4棒球場
- 大洋（日语：タイヨー (茨城県)）東庄店
- Yax藥品（日语：千葉薬品）東庄店

## 相鄰車站
東日本旅客鐵道（JR東日本）
■成田線
小見川－笹川－下總橘

## 注腳

### 使用狀況
1. ↑  千葉縣統計年鑑 （页面存档备份，存于）（日語） - 千葉縣
2. ↑  香取市統計書 （页面存档备份，存于） - 香取市

JR東日本2000年度以後的乘車人次
1. ↑  各駅の乗車人員（2000年度） （页面存档备份，存于）（日語） - JR東日本
2. ↑  各駅の乗車人員（2001年度） （页面存档备份，存于）（日語） - JR東日本
3. ↑  各駅の乗車人員（2002年度） （页面存档备份，存于）（日語） - JR東日本
4. ↑  各駅の乗車人員（2003年度） （页面存档备份，存于）（日語） - JR東日本
5. ↑  各駅の乗車人員（2004年度） （页面存档备份，存于）（日語） - JR東日本
6. ↑  各駅の乗車人員（2005年度） （页面存档备份，存于）（日語） - JR東日本
7. ↑  各駅の乗車人員（2006年度） （页面存档备份，存于）（日語） - JR東日本
8. ↑  各駅の乗車人員（2007年度） （页面存档备份，存于）（日語） - JR東日本
9. ↑  各駅の乗車人員（2008年度） （页面存档备份，存于）（日語） - JR東日本
10. ↑  各駅の乗車人員（2009年度） （页面存档备份，存于）（日語） - JR東日本
11. ↑  各駅の乗車人員（2010年度） （页面存档备份，存于）（日語） - JR東日本
12. ↑  各駅の乗車人員（2011年度） （页面存档备份，存于）（日語） - JR東日本
13. ↑  各駅の乗車人員（2012年度） （页面存档备份，存于）（日語） - JR東日本
14. ↑  各駅の乗車人員（2013年度） （页面存档备份，存于）（日語） - JR東日本
15. ↑  各駅の乗車人員（2014年度） （页面存档备份，存于）（日語） - JR東日本
16. ↑  各駅の乗車人員（2015年度） （页面存档备份，存于）（日語） - JR東日本
17. ↑  各駅の乗車人員（2016年度） （页面存档备份，存于）（日語） - JR東日本
18. ↑  各駅の乗車人員（2017年度） （页面存档备份，存于）（日語） - JR東日本
19. ↑  各駅の乗車人員（2018年度） （页面存档备份，存于）（日語） - JR東日本
20. ↑  各駅の乗車人員（2019年度） （页面存档备份，存于）（日語） - JR東日本

千葉縣統計年鑑
1. ↑  千葉縣統計年鑑（平成3年） （页面存档备份，存于）（日語）
2. ↑  千葉縣統計年鑑（平成4年） （页面存档备份，存于）（日語）
3. ↑  千葉縣統計年鑑（平成5年） （页面存档备份，存于）（日語）
4. ↑  千葉縣統計年鑑（平成6年） （页面存档备份，存于）（日語）
5. ↑  千葉縣統計年鑑（平成7年） （页面存档备份，存于）（日語）
6. ↑  千葉縣統計年鑑（平成8年） （页面存档备份，存于）（日語）
7. ↑  千葉縣統計年鑑（平成9年） （页面存档备份，存于）（日語）
8. ↑  千葉縣統計年鑑（平成10年） （页面存档备份，存于）（日語）
9. ↑  千葉縣統計年鑑（平成11年） （页面存档备份，存于）（日語）
10. ↑  千葉縣統計年鑑（平成12年） （页面存档备份，存于）（日語）
11. ↑  千葉縣統計年鑑（平成13年） （页面存档备份，存于）（日語）
12. ↑  千葉縣統計年鑑（平成14年） （页面存档备份，存于）（日語）
13. ↑  千葉縣統計年鑑（平成15年） （页面存档备份，存于）（日語）
14. ↑  千葉縣統計年鑑（平成16年） （页面存档备份，存于）（日語）
15. ↑  千葉縣統計年鑑（平成17年） （页面存档备份，存于）（日語）
16. ↑  千葉縣統計年鑑（平成18年） （页面存档备份，存于）（日語）
17. ↑  千葉縣統計年鑑（平成19年） （页面存档备份，存于）（日語）
18. ↑  千葉縣統計年鑑（平成20年） （页面存档备份，存于）（日語）
19. ↑  千葉縣統計年鑑（平成21年） （页面存档备份，存于）（日語）
20. ↑  千葉縣統計年鑑（平成22年） （页面存档备份，存于）（日語）
21. ↑  千葉縣統計年鑑（平成23年） （页面存档备份，存于）（日語）
22. ↑  千葉縣統計年鑑（平成24年） （页面存档备份，存于）（日語）
23. ↑  千葉縣統計年鑑（平成25年） （页面存档备份，存于）（日語）
24. ↑  千葉縣統計年鑑（平成26年） （页面存档备份，存于）（日語）
25. ↑  千葉縣統計年鑑（平成27年） （页面存档备份，存于）（日語）
26. ↑  千葉縣統計年鑑（平成28年） （页面存档备份，存于）（日語）
27. ↑  千葉縣統計年鑑（平成29年） （页面存档备份，存于）（日語）
28. ↑  千葉縣統計年鑑（平成30年） （页面存档备份，存于）（日語）
29. ↑  千葉縣統計年鑑（令和元年） （页面存档备份，存于）（日語）

## 外部連結
- 車站資訊（笹川）：東日本旅客鐵道（日語）